# Cinnamomum kerangas
Cinnamomum kerangas är en lagerväxtart som beskrevs av André Joseph Guillaume Henri Kostermans. Cinnamomum kerangas ingår i släktet Cinnamomum och familjen lagerväxter. Inga underarter finns listade i Catalogue of Life.